# Chance (Fernsehserie)
Chance ist eine US-amerikanische Fernsehserie, die auf dem gleichnamigen Roman von Kem Nunn aufbaut. Nunn und Alexandra Cunningham haben die Serie entwickelt. Die Serie wurde im Januar 2016 vom Videoportal Hulu beauftragt. Es sollten zwei Staffeln mit insgesamt 20 Folgen entstehen. Hauptdarsteller der Serie ist der britische Schauspieler Hugh Laurie. Die Premiere der Serie erfolgte am 19. Oktober 2016. In Deutschland liegen die Pay-TV-Rechte an der Serie beim Sender 13th Street. Dieser strahlt sie seit dem 18. Mai 2017 aus. Die Serie wurde nach zwei Staffeln und insgesamt zwanzig Folgen eingestellt.

## Handlung
Die Handlung der Serie zentriert auf den forensischen Neuropsychologen Eldon Chance, welcher in San Francisco seine Arbeit verrichtet und in einen Abgrund aus korrupter Polizeiarbeit und psychischen Krankheiten hineingezogen wird.

## Figuren
- Hugh Laurie als Eldon Chance (DF: Klaus-Dieter Klebsch)
- Diane Farr als Christina Chance, Eldons Exfrau[5] (DF: Katrin Zimmermann)
- LisaGay Hamilton als Suzanne Silver (DF: Claudia Kleiber)
- Stefania LaVie Owen als Nicole Chance[6] (DF: Vivien Gilbert)
- Greta Lee als Lucy[7] (DF: Kristina Tietz)
- Gretchen Mol als Jaclyn Blackstone[8] (DF: Maud Ackermann)
- Paul Adelstein als Raymond Blackstone[9] (DF: Tobias Kluckert)
- Ethan Suplee als D[10] (DF: Tobias Müller)